# Saludo al presidente
Saludo al presidente, también llamado Saludo al presidente Leguía, es un óleo sobre lienzo realizado por el pintor peruano Daniel Hernández Morillo en 1921. Es parte de la colección del Museo del Banco Central de Reserva del Perú (Lima). Sus dimensiones son 161 cm de altura y 259 cm de ancho.

## Descripción
La pintura representa un momento de la ceremonia de recepción de las delegaciones extranjeras en el Palacio de Gobierno por motivo de las celebraciones del Centenario de la Independencia del Perú.
Los personajes que aparecen en el cuadro son:
- Al centro, el saludo del general francés Charles Marie Emmanuel Mangin, héroe de la Primera Guerra Mundial, luciendo la Legión de Honor, estrechando la mano al presidente peruano Augusto B. Leguía en traje de etiqueta y con la banda presidencial.
- El monseñor Luis DuPrat, ministro plenipotenciario de la República Argentina.
- El general José Ramón Pizarro, héroe de la batalla de Pisagua.
- El mariscal Andrés Avelino Cáceres, héroe de la campaña de la Breña, expresidente del Perú, y aliado político de Leguía.
- El alcalde de Lima Pedro José Rada y Gamio.
- El ministro de Hacienda Germán Luna Iglesias.
- El ministro de Relaciones Exteriores Alberto Salomón Osorio.
- El encargado del protocolo Javier Correa Elías.
- El diplomático colombiano Fabio Lozano Torrijos.
- El embajador del Reino de España, Cipriano Muñoz y Manzano, II conde de la Viñaza.
- El arzobispo Carlo Pietropaoli, nuncio apostólico del Papa Benedicto XV.
- Otros miembros de las 34 delegaciones que asistieron a los actos conmemorativos.

En realidad es un cuadro idealizado, porque no existió tal evento, las delegaciones asistieron por separado a la casa del presidente Leguía, y Charles Manguin no llegó a tiempo para unirse a la delegación francesa durante las presentaciones.